# ナウリ県

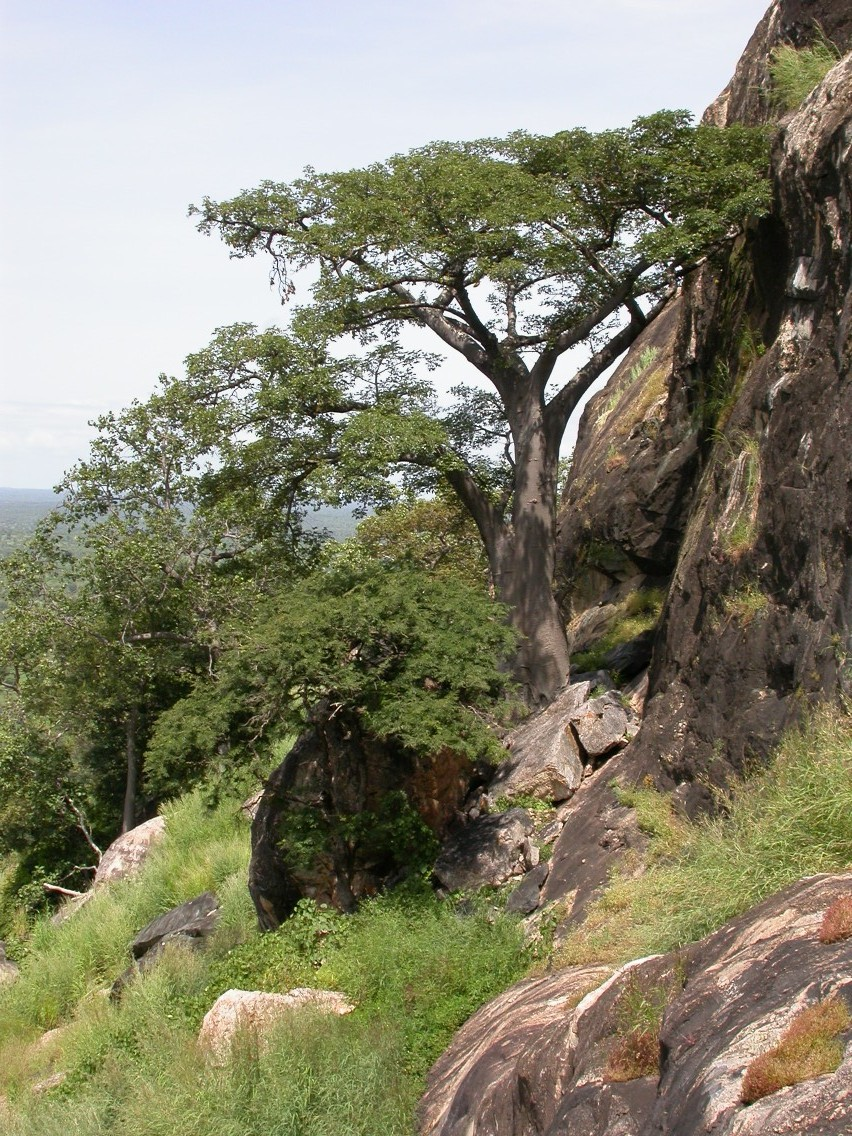
ナウリ山頂上の残丘の植生。

ナウリ県(フランス語：Nahouri)はブルキナファソの中南部地方の県。
2006年の人口は約15.5万人。
県都はポ。

## 行政区画

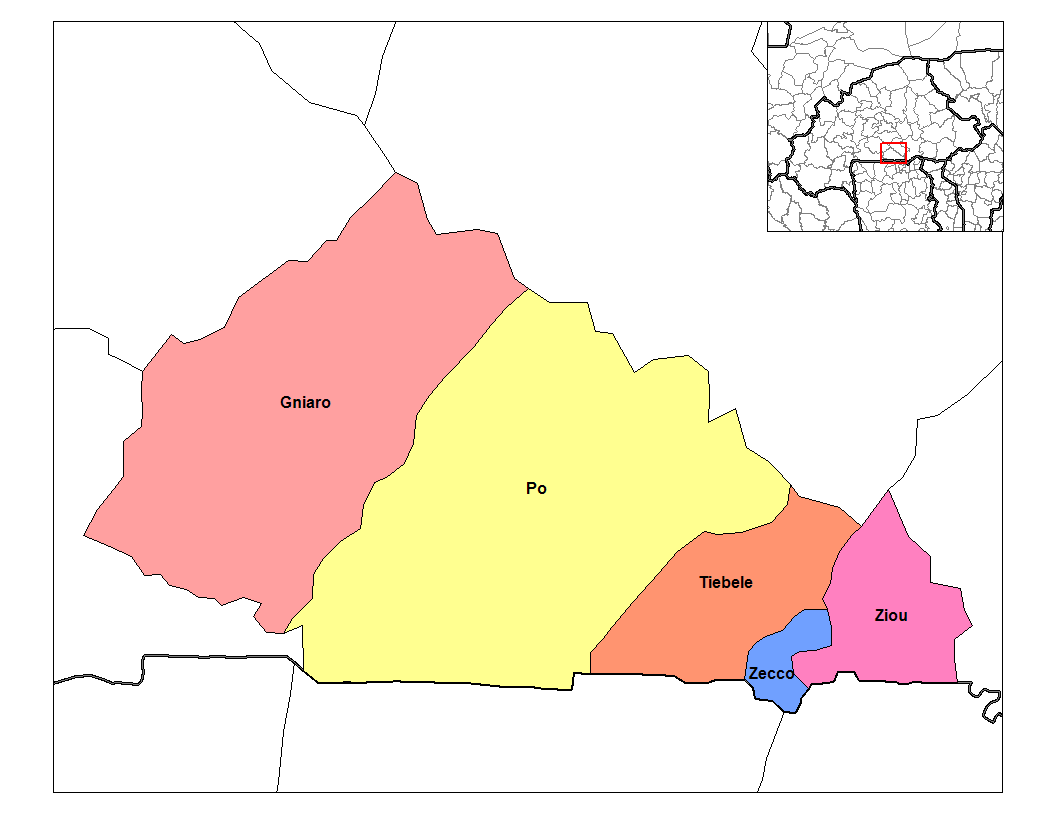
ナウリ県の郡

| 郡           | 郡都       | 2006年の人口 |
| ------------ | ---------- | ------------ |
| グイアロ郡   | グイアロ   | 19,733       |
| ポ郡         | ポ         | 50,360       |
| ティエベレ郡 | ティエベレ | 54 104       |
| ゼッコ郡     | ゼッコ     | 9,340        |
| ジュ郡       | ジュ       | 21,926       |

## 地理
- 北東：ズンドウェオゴ県
- 東：ブルグ県
- 南：ガーナ
- 西：シッシリ県
- 北西：ジロ県

## 教育
2011年時点で、109の小学校と20の中学校が有った。

## 医療
2011年時点で、19の診療所が有り、3人の医者と67人の看護師が居た。